# Tomáš Vychodil
Tomáš Vychodil (* 7. října 1975) je fotbalový trenér a bývalý hráč.

## Klubová kariéra
V ČR hrál za SFC Opava a SK Sigma Olomouc.
Poté, co hrál v České republice a odmítl nabídku německého klubu Darmstadt, odešel Vychodil do Ruska, aby pokračoval v kariéře v týmu Kristall Smolensk, kde podepsal smlouvu s bývalým trenérem SK Uničov Alexandrem Bokijem. Působil také v týmech FK Chimki, FK Sibir Novosibirsk, FK Metallurg-Kuzbass Novokuzněck a FK Tom Tomsk.